# Metastrongylus
De Metastrongylus is een geslacht van longwormen die behoren tot de orde Strongylida. Deze orde bestaat uit een groot aantal soorten parasitaire rondwormen (nematoden).

## Taxonomische indeling
Over de indeling van de rondwormen is geen overeenstemming. Zo gebruikt de NCBI Taxonomy Browser de naam Metastrongylus elongatus voor de veel voorkomende longworm bij varkens en Fauna Europaea de meer gebruikelijke naam  M. apri.
- Geslacht Metastrongylus
  - Metastrongylus asymmetricus Noda 1973
  - Metastrongylus confusus Jansen 1964
  - Metastrongylus elongatus (Dujardin 1845) Synoniem M. apri (Gmelin 1780) (longworm bij varkens)
  - Metastrongylus pudendotectus Wostokow 1905
  - Metastrongylus pulmonalis Koyava 1949
  - Metastrongylus salmi Gedoelst 1923